# Can Bassa - plaça dels Cabrits, 1
Can Bassa - plaça dels Cabrits, 1 és una obra de Granollers (Vallès Oriental) protegida com a Bé Cultural d'Interès Local.

## Descripció
Es tracta d'un immoble entre mitgeres fent cantonada. Consta de planta baixa i pis, més dos altres pisos que van ser afegits. La coberta és plana i coronada per una cornisa. Les façanes són planes arrebossades. La de la plaça dels Cabrits es compon d'un únic eix, amb les finestres apaisades partides per una fina columna. La façana del carrer Doctor Riera es compon de quatre eixos, els dos del costat de la mitgera són partits per una columna. A la cantonada hi ha una finestra de pedra d'arc conopial de taló lobulat flanquejat per dos capitells al primer pis, mentre que a la resta hi ha finestres geminades sense la columna al mig. La verticalitat dels buits queda tallada per les impostes de forjat i la cornisa barana de coronament. A la planta baixa els brancals dels buits de la cantonada són de carreus de pedra amb mènsules de recolzament. Els carreus de cantonada arriben fins a la segona planta.